# Die Reihe
Die Reihe – niemieckojęzyczne czasopismo muzykologiczne wydawane w latach 1955–1962.
Pismo miało charakter naukowy i poświęcone było nowej muzyce (dodekafonicznej, serialnej, elektronicznej). Tytuł (niem. die Reihe = seria) nawiązywał  do dodekafonii serialnej. Redagowane było w Kolonii przez Herberta Eimerta i Karlheinza Stockhausena i wydawane przez wiedeńskie wydawnictwo Universal Edition. 
Było to forum muzyczno-teoretycznego dyskursu o nowej powojennej muzyce awangardowej wywodzącej się z Drugiej szkoły wiedeńskiej, na którym, obok Eimerta i Stockhausena, swoje poglądy wygłaszali uznani kompozytorzy, teoretycy muzyki i krytycy, jak Pierre Boulez, John Cage, Karel Goeyvaerts, Mauricio Kagel, Gottfried Michael Koenig, Ernst Křenek, György Ligeti, Heinz-Klaus Metzger, Henri Pousseur, Hans Heinz Stuckenschmidt, Christian Wolff i inni.
W sumie ukazało się osiem numerów czasopisma, które w latach 1958–1968 zostały również opublikowane przez wydawnictwo Theodore Presser Company w języku angielskim z oryginalnymi niemieckimi tytułami artykułów. Planowana była także seria książek, ale wydano tylko jedną – Grundlagen der musikalischen Reihentechnik (1964) Herberta Eimerta.

## Poszczególne numery Die Reihe
Każdy numer poświęcony był innemu tematowi przewodniemu.
| wydanie niemieckojęzyczne | wydanie niemieckojęzyczne | nr | wydanie anglojęzyczne | wydanie anglojęzyczne |
| ------------------------- | ------------------------- | -- | --------------------- | --------------------- |
| 1955                      | Elektronische Musik       | 1  | 1957                  | Electronic Music      |
| 1955                      | Anton Webern              | 2  | 1958                  | Anton Webern          |
| 1957                      | Musikalisches Handwerk    | 3  | 1959                  | Musical Craftsmanship |
| 1958                      | Junge Komponisten         | 4  | 1960                  | Young Composers       |
| 1959                      | Berichte – Analyse        | 5  | 1961                  | Reports – Analyses    |
| 1960                      | Sprache und Musik         | 6  | 1964                  | Speech and Music      |
| 1960                      | Form – Raum               | 7  | 1964                  | Form – Space          |
| 1962                      | Rückblicke                | 8  | 1968                  | Retrospective         |